# Dal bhat

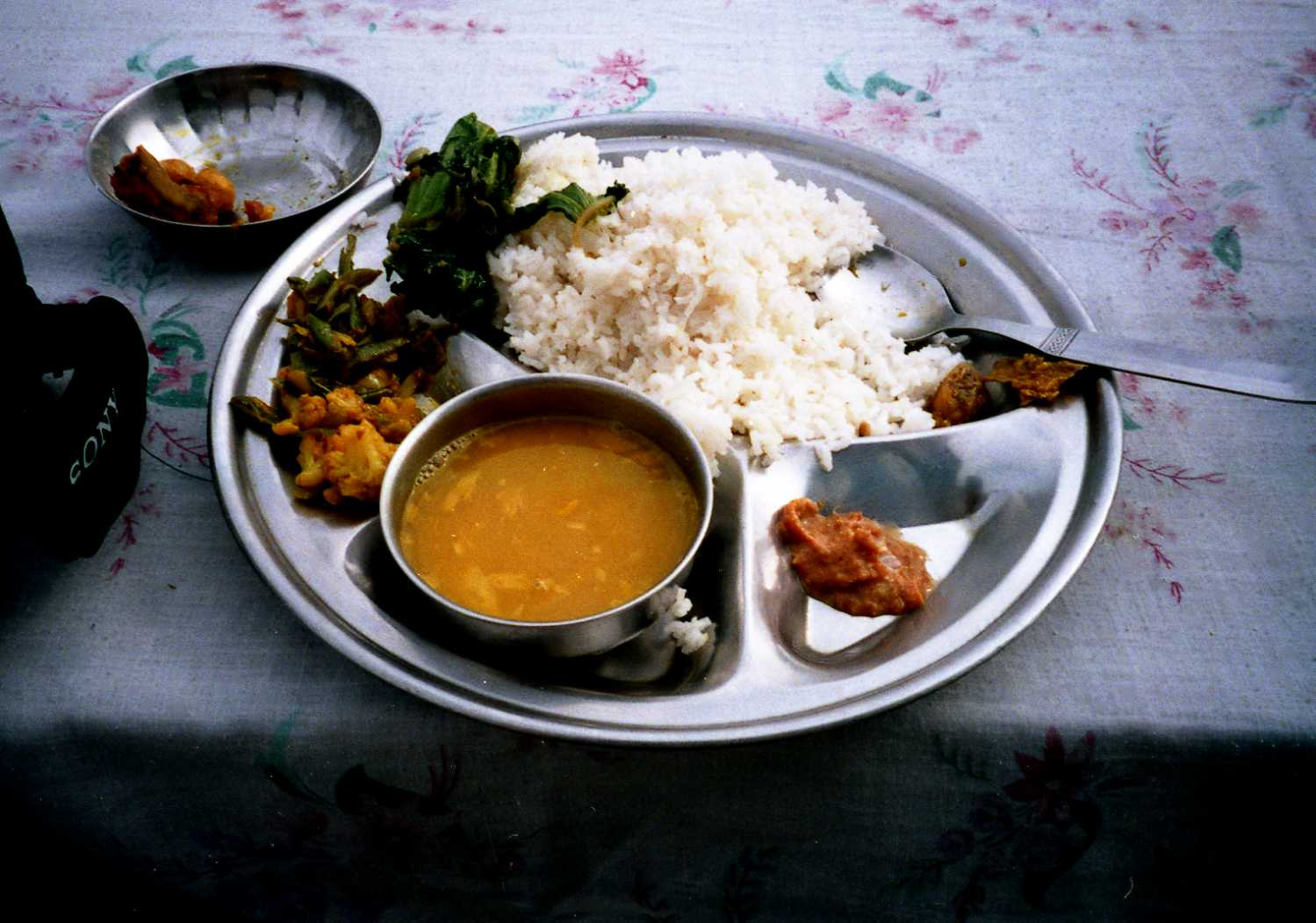
Dal bhat.

Le dal bhat (en népalais दाल भात,) littéralement « riz aux lentilles », est un plat traditionnel du Népal, et aussi populaire au Bangladesh et en Inde.
Il est composé de riz blanc (bhat) et d'un bol de soupe aux lentilles (dal). On le mange souvent deux fois par jour, en fin de matinée ou pour le déjeuner et pendant la soirée. Il est agrémenté d'un curry de légumes (tarkari) et parfois d'un mélange d'ingrédients épicés (achards) ou simplement d'une sauce épicée à base de piment.
Le dal bhat est traditionnellement servi dans un thali. Les lentilles sont versées sur le riz. Les  accompagnements sont disposés dans de petits bols autour. On mange le plat avec la main droite, sans couverts.
Le dal bhat pris dans les auberges est en général servi à volonté, dans sa version végétarienne (la viande pouvant être commandée à part). Même en formule non carnée, il contient des protéines, présentes dans les lentilles.